# HD 154903
HD 154903，又名CP-67 3296，SAO 253827、HR 6368，是一颗恒星，视星等为5.89，位于銀經324.46，銀緯-16.09，其B1900.0坐标为赤經17h 3m 4.3s，赤緯-67° -16.09′ 10″。